# マリー・キュリー賞
マリー・キュリー賞（マリー・キュリーしょう）は、科学技術振興機構と駐日ポーランド共和国大使館が共同創設した女性研究者を対象とする科学賞。マリー・キュリーの名を冠する。
正式名称はマリア・スクウォドフスカ＝キュリー賞（マリア・スクウォドフスカ＝キュリーしょう）または羽ばたく女性研究者賞（はばたくじょせいけんきゅうしゃしょう）。
選考委員は男性4人、女性5人の計9人で、免疫学者の岩崎明子（イェール大学教授）が選考委員長を務める。

## 賞金
日本電子株式会社の協賛により、最優秀賞（1名）に50万円、奨励賞（2名）に各25万円、特別賞に10万円が賞金として贈呈される。

## 受賞者
最優秀賞（1名）、奨励賞（2名）、特別賞（若干名）

### 最優秀賞
- 第一回（2021年度） 山下真由子（京都大学数理解析研究所）[3]
- 第二回（2022年度） 市川早紀（ハーバード大学）[4]
- 第三回（2023年度） 森脇可奈（東京大学）
- 第四回（2024年度） 藤代有絵子（理化学研究所）

### 奨励賞
- 第一回（2021年度） 木邑真理子（理化学研究所）、塩田佳代子（エモリー大学ロリンス公衆衛生大学院）
- 第二回（2022年度） 門脇万里子（物質・材料研究機構）、森山美優（米エール大学）[4]
- 第三回（2023年度） 太田圭（近畿大学）
- 第四回（2024年度） 鄭麗嘉（スタンフォード大学）

### 特別賞
- 第一回（2021年度） 齊藤真理恵（ノルウェー生命科学大学）
- 第二回（2022年度） 佐々本尚子（ハーバード大学）
- 第三回（2023年度） 三谷綾（トロント大学）
- 第四回（2024年度） 吉本愛梨（スタンフォード大学）